# 宇部中央病院
医療法人社団 宇部中央病院（うべちゅうおうびょういん）は、山口県宇部市西岐波にある病院である。かつては宇部興産（現:UBE）が経営する企業立病院（名称は宇部興産株式会社中央病院）であったが、2014年（平成26年）の医療法人化を経て、2024年（令和6年）10月から宇部中央病院に改称した。

## 沿革
- 1953年（昭和28年） - 結核診療所宇部興産サナトリウムとして開設。
- 1966年（昭和41年） - 宇部興産中央病院に改称。
- 1981年（昭和56年） - 総合病院の承認を取得。
- 2014年（平成26年） - 医療法人化し、宇部興産傘下から独立[1]。
- 2024年（令和6年）10月1日 -  宇部中央病院に改称[1]。

## 診療科目
- 一般内科・総合診療科
- 糖尿病血液内科
- 消化器内科
- 循環器内科
- 放射線科
- 脳神経内科
- 外科
- 脳神経外科
- 整形外科
- 婦人科
- 泌尿器科
- 皮膚科
- 眼科
- 耳鼻咽喉科
- 麻酔科
- 歯科・口腔外科
- リハビリテーション科

## 機関指定
- 救急指定病院
- 労災指定病院
- 厚生労働省臨床研修指定病院
- 財団法人日本医療機能評価機構認定病院
- 地域医療支援病院

## 交通アクセス
- 西日本旅客鉄道宇部線丸尾駅より徒歩10分。
- 宇部市営バス「中央病院」下車。病院敷地内玄関前にバス停あり。